# 임득산
임득산(林得山, 1896년 4월 20일 ~ 1943년 3월 2일)은 일제강점기의 대한민국 임시정부 계열 항일 운동가이다.

## 생애
평안북도 철산군 출신이다. 1919년 3·1 운동 후 상하이로 망명하였고, 대한민국 임시정부의 대한적십자회에 가입하여 군자금을 모집하는 일을 담당하였다.
이 무렵 경성부에서는 대한청년외교단이 조직되어 외교 활동을 통한 독립 운동을 추진하고 있었는데, 임득산은 이를 지원하였다. 그러나 김마리아의 대한민국애국부인회 사건이 발각되어 임시정부와 조선 국내의 활동을 연계한 임득산의 활동도 드러나 궐석재판이 열린 끝에 징역 3년형을 선고받았다.
이후 폭탄 투척 및 요인 암살 등을 계획하거나 실행한 구국모험단과 의열단, 병인의용대 등에 참여하였고, 1923년에는 대한민국임시의정원 의원에도 선출되었다. 1934년에 임시정부가 난징으로 이동하자, 한국독립당 난징지부를 조직하고 당을 이끌었다.
1963년에 대통령표창이 수여된 데 이어, 1991년에 건국훈장 애국장을 추서받았다.

## 참고자료
- 임득산 : 독립유공자 공훈록 - 국가보훈처